# تيفاني (اسم)
تيفاني (بالإنجليزية: Tiffany)‏ هو اسم علم شخصي مؤنث إنجليزي من أصل يوناني ، يعود أصل الاسم إلى كلمة ثيوفانو اليونانية وألتي تعني (ظهور الإله)، أصبح من أكثر الأسماء شعبية في الولايات المتحدة في عقد 1980 وكانت فترة عيد القيامة هي الفترة الأكثر في تسمية هذا الاسم.

## الشخصيات
- تيفاني مغنية أمريكية.
- تيفاني ثايسن ممثلة أمريكية.
- تيفاني تايلور ممثلة أمريكية.
- تيفاني مغنية كورية جنوبية.
- تيفاني غرانت ممثلة أمريكية.
- تيفاني ألفورد مغنية أمريكية.